# Ichthyodes puncticollis
Ichthyodes puncticollis är en skalbaggsart som först beskrevs av Francis Polkinghorne Pascoe 1867.  Ichthyodes puncticollis ingår i släktet Ichthyodes och familjen långhorningar. Inga underarter finns listade i Catalogue of Life.